# Julio Teherán
Julio Alberto Teherán Pinto (ur. 27 stycznia 1991 w Cartagena de Indias) – kolumbijski baseballista występującyna pozycji miotacza w Atlanta Braves.

## Przebieg kariery
W lipcu 2007 podpisał kontrakt jako wolny agent z Atlanta Braves i początkowo grał w klubach farmerskich tego zespołu, między innymi w Gwinnett Braves, reprezentującym poziom Triple-A. W Major League Baseball zadebiutował 7 maja 2011 w meczu przeciwko Philadelphia Phillies, w którym zaliczył porażkę. Pierwsze zwycięstwo zaliczył 8 września 2011 w meczu z New York Mets.
W lutym 2014 podpisał nowy, sześcioletni kontrakt wart 32,4 miliony dolarów. W lipcu 2014 po raz pierwszy otrzymał powołanie do Meczu Gwiazd. 5 sierpnia 2018 w meczu przeciwko New York Mets zdobył pierwszego home runa w MLB.

## Nagrody i wyróżnienia
| Nagroda/wyróżnienie | Lata       | Źródło      |
| 2× All-Star         | 2014, 2016 | [ 1 ] [ 5 ] |